# Alyssa Thomasová
Alyssa Thomasová, nepřechýleně Thomas (* 12. dubna 1992 Harrisburg, Pensylvánie, USA), je americká basketbalistka hrající na pozici pivotky. V Česku hrála v letech 2018 až 2023 za tým ZVVZ USK Praha. V USA hraje v WNBA od roku 2014 za tým Connecticut Sun.
V české lize žen se jí podařilo dosáhnout quadruple double. V NBA se toto podařilo zatím pouze 4 lidem.

## Úspěchy

### Klubové

#### ZVVZ USK Praha
- 5× vítěz Ženské basketbalové ligy – 2018/19, 2019/20, 2020/21, 2021/22, 2022/23

#### Connecticut Sun
- 2× 2. místo v WNBA - 2019, 2022

### Národní

#### Americká ženská basketbalová reprezentace
- zlatá medaile z Letních olympijských her 2024
- zlatá medaile z Mistrovství světa v basketbalu žen – 2022
- zlatá medaile z Světového poháru FIBA 3x3 – 2012

## Osobní život
Její bratr Devin Thomas byl také profesionální basketbalista. Hrál za univerzitní tým Wake Forest.